# 平凡ポンチ
『平凡ポンチ』（へいぼんぽんち）は、ジョージ朝倉による日本の漫画作品。また、この漫画を原作として制作された映画作品。
2003年から2006年に、『月刊IKKI』（小学館）で連載。2004年から2006年に、単行本全4巻が小学館から発売された。少女誌を中心に活動してきた作者にとって、初の青年誌連載作品。キャッチフレーズは「前代未聞のロードムービー・ラブコメディ」。シリアスかつサスペンスな側面とコメディの要素が合わさった独特の雰囲気があり、それまでの少女誌におけるロマンス色の強い作者の作品からは一定の転換がみられる作品。

## あらすじ
自主映画監督・真島アキは、商業映画の監督デビュー目前でライバルの自主映画監督・新開にその座を奪われる。自暴自棄になって歩道橋から投げ捨てようとしたカメラを、真島監督のファンだという女優志望の女子高生・鰐淵ミカが身を挺して助ける。彼女を見初めたアキは、彼女を自作の商業映画のヒロインにすると騙す。しかしアキは監督を降板させられており、本来のヒロインは巨乳アイドルの中村ヒナであるという事実を知ったミカは、直談判に行ったヒナの楽屋で彼女を殺害してしまう。
アキはそんなミカとともに逃亡し、二人の逃亡劇を撮影して映画にしようと決意する。物語は逃亡とその間に行われる撮影を通して、ミカとアキの関係が微妙に揺れ動いていく中で進行するが、途中、新開がミカをアキから引き離してアキとは別の逃亡劇を撮影したり、ミカと離ればなれになったアキが死んだはずのヒナとともに現れたりと、目まぐるしく展開していく。

## 主な登場人物
鰐淵 ミカ（わにぶち みか）
巨乳願望が過剰に強い女優志望の女子高生。街の人が振り返るほど美少女なのに、貧乳コンプレックスが元で本人は気づいていない。映画監督の情報に詳しく、アキのファン。感情的になったはずみで中村ヒナを殺害してしまい、逃亡劇を繰り広げる。
真島 アキ（ましま あき）
30歳の自主映画監督。ミカを撮影することを至上の喜びとする。肥満ぎみ、近眼（眼鏡着用）、ニキビ面、花粉症で、冴えない性格であるが、ミカを撮影するようになると変異的にキメの整った肌になったり、金髪になったりとハンサムな容貌になる。しかし本来の姿を気に入るミカに気味悪がられ、元に戻る。撮影はプロのカメラマン並みの腕で、特にミカの撮影に関しては独特の美しさに仕上げることができる。ヒナを殺害したミカとともに逃亡し、その模様を映画にしようと決意する。
中村 ヒナ（なかむら ひな）
巨乳アイドル。アキの初潮映画に出演したこともあり、アキが監督する予定だった商業映画のヒロイン。アキは彼女ではイメージと違うと思っていたが、売り出し中のアイドルという外部の圧力により決定。アキの降板後、巨乳であることやアキを悪く言ったことなどから感情的になったミカに殺害される。
新開 エイジ（しんかい えいじ）
映画監督でアキのライバル。プレイボーイ風。撮影の腕はアキに及ばないが、商業映画監督の座を奪う。ヒナを殺害してしまい逃亡するミカと途中で合流し、行動を共にする。

## 書籍情報
- 小学館<IKKI COMICS> 全4巻

1. 2004年4月30日発売、ISBN 978-4091884510
2. 2004年8月30日発売、ISBN 978-4091884527
3. 2005年7月29日発売、ISBN 978-4091884534
4. 2006年6月30日発売、ISBN 978-4091883247

## 映画
2008年11月22日から公開された。上映時間102分。

### キャスト
- 鰐淵ミカ：秋山莉奈
- 真島アキ：佐藤佐吉
- 中村ヒナ：森下悠里
- イケメンに変身した真島アキ：小西遼生
- ミカの母親：奥田恵梨華
- 新開エイジ：柄本佑
- 鬼塚刑事：哀川翔
- よこすかさん：岩田ゆい
- 巨乳の里の女将：吉行由実
- 農夫：森下能幸
- 神取：高谷基史
- 副島：山本浩司
- 畠中：山本剛史
- 工場長：いか八朗
- 病院の警備員：中村隆天
- 木場刑事：曽根悠多

### スタッフ
- 原作：ジョージ朝倉
- 監督・脚本：佐藤佐吉
- 撮影監督：長野泰隆
- 編集：山田宏幸
- 音楽プロデューサー：KUJUN
- スタントコーディネーター：小池達朗
- 制作：平凡ポンチ製作委員会（ジェネオン・エンタテインメント、エスピーオー、ダブ）

### DVD
- 平凡ポンチデラックス版（ジェネオン・エンタテインメント）